# تاريخ لعبة اللاكروس

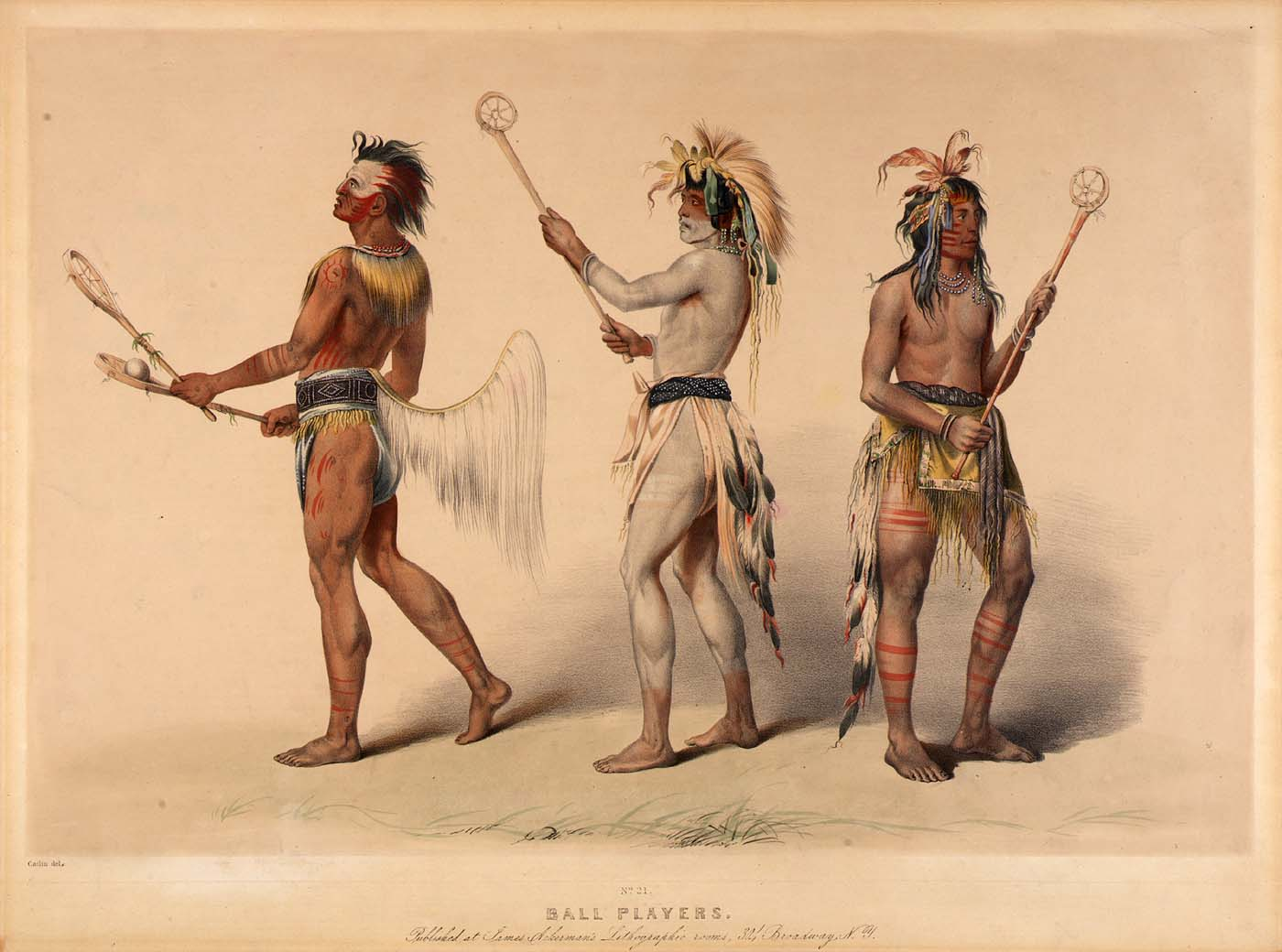
"لاعبو الكرة" طباعة حجرية ملونة يدويًًا من جورج كاتلن

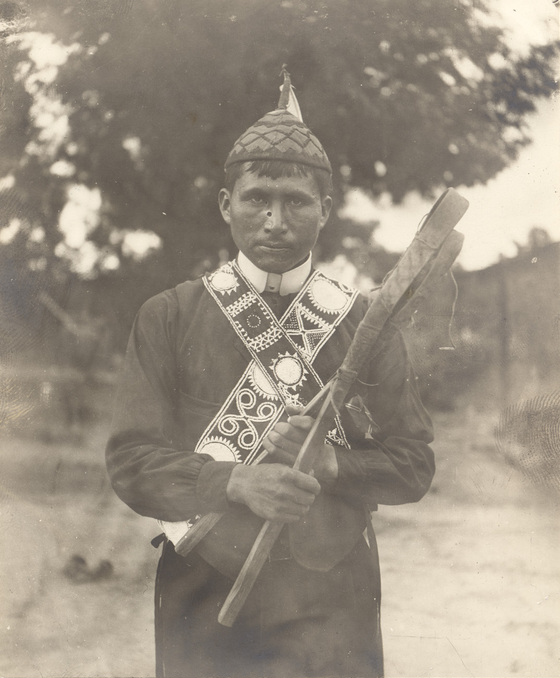
جيم توبي، من قبيلة ميسيسيبي تشوكتاو، يستعد لمباراة كرة العصا في عام 1908.

تعود أصول لعبة لاكروس إلى لعبة قبلية كان يلعبها سكان الغابات الشرقيون الأمريكيون الأصليون وبعض قبائل الهنود الحمر في ما يعرف الآن بالولايات المتحدة الأمريكية وكندا. تم تعديل اللعبة على نطاق واسع من قبل المستوطنين الأوروبيين لإنشاء شكلها الجامعي والمهني الحالي.
وكان هناك المئات من الرجال الأصليين يلعبون لعبة الكرة بالعصي. بدأت المباراة برمي الكرة في الهواء واندفاع الفريقين للإمساك بهاوبسبب العدد الكبير من اللاعبين المشاركين، كانت هذه الألعاب تميل عمومًا إلى إشراك حشد كبير من اللاعبين يتجمعون حول الكرة ويتحركون ببطء عبر الملعب. كان يُعتقد أن تمرير الكرة بمثابة خدعة، وكان يُنظر إليه على أنه جبن لتجنب الخصم. وبعد مرور سنوات، لا تزال رياضة اللاكروس رياضة شعبية تُمارس في جميع أنحاء العالم.كان الهنود الحمر يرتدون ملابسهم العادية أثناء لعب اللعبة. وباستخدام عصا خشبية، كانوا يلعبون اللعبة مع ١٠٠ إلى ١٠٠٠ لاعب في كل فريق، على ملاعب يبلغ طولها من ١.٥ إلى ٢ كيلومتر.